# Castelmoron-d'Albret
Castelmoron-d'Albret là một xã thuộc tỉnh Gironde trong vùng Aquitaine tây nam nước Pháp.

## Dân số
Dân số của Castelmoron-d'Albret từ năm 1968 tới năm 2006:
| Năm  | Population |
| ---- | ---------- |
| 1968 | 82         |
| 1975 | 79         |
| 1982 | 62         |
| 1990 | 64         |
| 1999 | 62         |
| 2006 | 57         |